# Präst-Märratjärnen
Präst-Märratjärnen är en sjö i Örnsköldsviks kommun i Ångermanland och ingår i Husåns huvudavrinningsområde.